# Brodziaki
Brodziaki – wieś w Polsce położona w województwie lubelskim, w powiecie biłgorajskim, w gminie Biłgoraj. 
Brodziaki położone są na Biłgorajszyczyźnie, otoczone lasami Puszczy Solskiej, nad rzeką Czarną Ładą. Sąsiednimi miejscowościami są Edwardów i Smólsko Małe. 
Wieś wchodzi w skład sołectwa: Brodziaki, Edwardów. Według Narodowego Spisu Powszechnego z roku 2011 wieś liczyła 92 mieszkańców i była 27. co do wielkości miejscowością gminy Biłgoraj.
We wsi znajdują się liczne chałupy biłgorajskie oraz słupowa kapliczka z 1840 r. z rzeźbionym w drzewie Jezusem Frasobliwym. W miejscowości znajduje się również remiza Ochotniczej Straży Pożarnej oraz gospodarstwo agroturystyczne. 
Wierni Kościoła rzymskokatolickiego należą do parafii św. Marii Magdaleny w Biłgoraju.

## Historia
Nazwa Brodziaki pojawia się w księgach metrykalnych parafii Puszcza Solska z roku 1760. Wieś pojawia się na mapie de Partheesa z końca XVIII wieku oraz na mapie Królestwa Galicji i Lodomerii, tzw. mapie Miega z lat 1779-1783. Nazwa pochodzi od pobliskich brodów na rzece Ładzie. Ówcześni mieszkańcy tej wsi byli nazywani odmiejscowo „Brodziakami”. W przeszłości w XVI wieku miejsce to było nazywane „u kniehyniego mostu”. Spotykana też była nazwa „Dębowe”. Tędy też biegła granica między włością gorajską a Ordynacją Zamojską, a jednocześnie województwa ruskiego z lubelskim. W przeszłości Brodziaki wchodziły w skład Ordynacji Zamojskiej, pierwsze wzmianki o przynależności wsi Brodziaki do Ordynacji pojawiają się w akcie cesarza Józefa II z roku 1786 potwierdzającego Ordynację Zamojską. W akcie tym Brodziaki przynależą do księżpolskiego klucza dóbr Ordynacji.
W końcu czerwca 1943 roku były wysiedlone w ramach operacji Wehrwolf. W lesie otaczającym wieś w jesieni 1943 roku utworzony został oddział partyzancki grupujący żołnierzy AK z rejonu biłgorajskiego i żołnierzy Szarych Szeregów. Oddziałem dowodził por. Józef Stegliński „Cord”.
W latach 1975–1998 miejscowość należała administracyjnie do województwa zamojskiego.